# Taurus LOM-13
Taurus LOM-13 — травматический револьвер бразильской компании Taurus, разработанный на экспорт на основе конструкции револьвера Taurus Model 905 под патрон 9х19 мм Parabellum.

## История
Импорт травматических револьверов в Россию по заказу компании «РоссИмпортОружие» проходил под наименованием Taurus LOM-13. С 1 июля 2011 года импорт револьверов Taurus LOM-13 в Россию запрещён.
Импорт травматической версии револьвера Taurus Model 905 под патрон 9 мм P.A. на Украину производится под наименованием Вій 13 с 2014 года.

## Описание
Травматический револьвер LOM-13 представляет собой револьвер компакт-класса, предназначенный для комфортного ежедневного ношения (в том числе, скрытого). Он имеет обтекаемые формы, малогабаритную рамку (small frame), пятизарядный барабан и короткий ствол длиной 51 мм (2 дюйма), которые изготовлены из стали.
Выполнение криминалистических требований происходит за счёт сужения диаметров канала ствола и камор барабана. Внутренний диаметр канала ствола составляет от 8 мм у патронника до 6,3 мм у дульного среза. В результате, резиновая пуля на протяжении всего пути испытывает значительное напряжение (сжатие). Из-за этого на первых партиях револьвера на слабых патронах пули застревали в каморах барабана, а шары из более плотной резины трескаются, крошатся, изредка ломаясь на несколько больших частей.
Ударно-спусковой механизм двойного действия (позволяющий вести стрельбу как самовзводом, так и с предварительным взводом курка), с открытым курком. В комплекте имеется специальный ключ, позволяющий полностью заблокировать работу УСМ.
Штатная рукоять изготовлена из прорезиненного полимера. Из-за короткой длины рукоятки, мизинец и нижняя часть руки не участвуют в удержании револьвера (тем не менее, возможно поставить другую рукоять, в том числе анатомическую).
Для заряжания используется обойма, объединяющая 5 патронов калибра 9 мм Р.А..

## Варианты и модификации
Револьверы «Taurus LOM-13» и «Вій 13» выпускаются в двух вариантах исполнения: воронённая или нержавеющая сталь.

## Дополнительная информация
В отличие от травматических пистолетов, надёжность функционирования автоматики которых зависит от стабильности навески порохового заряда патронов, револьвер неприхотлив к типу и мощности боеприпаса и надёжно работает с газовыми, холостыми и травматическими патронами различных производителей.